# Columbia (Tennessee)
Columbia es una ciudad ubicada en el condado de Maury en el estado estadounidense de Tennessee. En el Censo de 2010 tenía una población de 34.681 habitantes y una densidad poblacional de 424,27 personas por km².

## Geografía
Columbia se encuentra ubicada en las coordenadas 35°37′21″N 87°2′59″O / 35.62250, -87.04972. Según la Oficina del Censo de los Estados Unidos, Columbia tiene una superficie total de 81.74 km², de la cual 81.68 km² corresponden a tierra firme y (0.08%) 0.06 km² es agua.

## Demografía
Según el censo de 2010, había 34.681 personas residiendo en Columbia. La densidad de población era de 424,27 hab./km². De los 34.681 habitantes, Columbia estaba compuesto por el 0.07% blancos, el 0.02% eran afroamericanos, el 0.31% eran amerindios, el 0.77% eran asiáticos, el 0.01% eran isleños del Pacífico, el 0% eran de otras razas y el 2.43% pertenecían a dos o más razas. Del total de la población el 0.01% eran hispanos o latinos de cualquier raza.